# André Eijberg
André Eijberg est un sculpteur et céramiste belge né à Ixelles le 4 avril 1929 et décédé à La Hulpe le 31 janvier 2012.

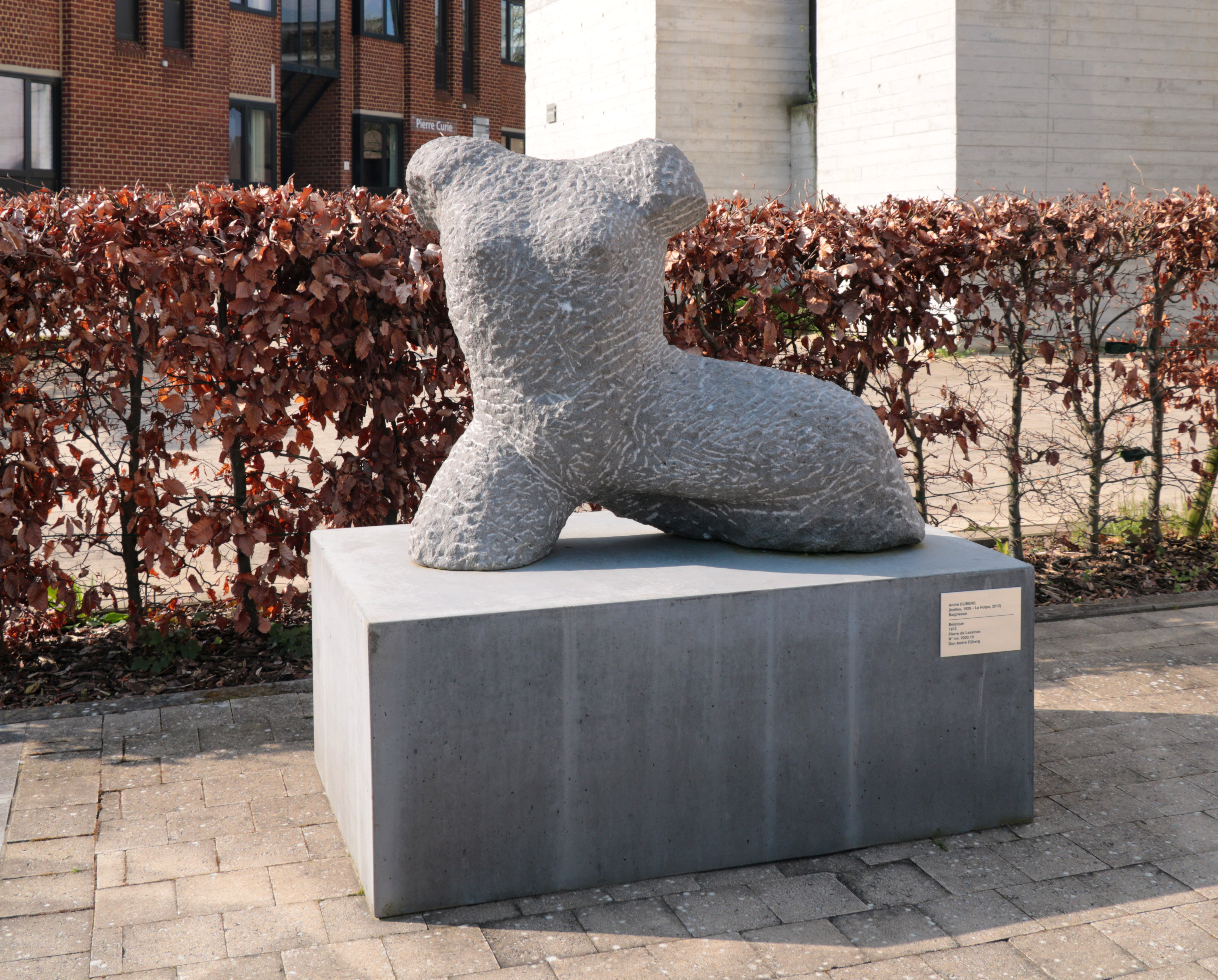
Baigneuse (jardin des sculptures du Musée L à Louvain-la-Neuve).

Formé d'abord à La Louvière à l'Institut des Arts et Métiers, puis au contact des divers courants artistiques.
Il pratique l'abstraction, mais sans s'écarter des formes de la nature humaine et animale.
Il travaille les matériaux nobles, marbre, granit, bronze.

## Parcours artistique
- 1949 Diplôme de céramiste-faïencier, Institut des Arts et Métiers, La Louvière
- 1949 Prix de maîtrise, Institut des Arts et Métiers, La Louvière
- 1967 Premier Prix de sculpture Louis Schmidt, Bruxelles
- 1980 Grand Prix de l’Œuvre nationale des Beaux-Arts, Bruxelles
- 1994 Lauréat du Prix David et Alice van Buuren, Bruxelles

## Expositions personnelles
- 1990 Galerie Campo, Anvers
- 1991 Michel Rooryck Galerie, Gand
- 1991 Espace Emery Weinberger, Bruxelles
- 1992 Sculptures en liberté, La Hulpe
- 1992 Artes Bruxellae, Musée de Louvain-la-Neuve
- 1993 Michel Rooryck Galerie, Gand
- 1993 Espace d’art du Paradou, France
- 1995 Galerie ABC, Bruxelles
- 1996 Michel Rooryck Galerie, Knokke-le Zoute
- 1997 Galerie ABC, Bruxelles
- 1999 Galerie ABC, Bruxelles
- 2000 Château Solvay, La Hulpe
- 2001 Galerie ABC, Bruxelles
- 2009 Galerie ABC, Bruxelles (du 4 novembre au 24 décembre 2009)